# Вірусне відео
Вірусне відео — відео, яке поширюється користувачами Інтернету за рахунок добровільного розміщення на своїх сторінках, ресурсах, а також за допомогою функції «поділитися з другом». Зазвичай це здійснюється через вебсайти, соціальні медіа та e-mail.
Вірусне відео часто буває гумористичним і знімається за сценарієм, подібним до телевізійних комедій, хоча може містити просто вдало знятий момент або безглузду ситуацію.
Поширення телефонів з камерами дозволило любителям знімати безліч відеороликів. Доступність недорогих або безплатних відеоредакторів, а також платформ для публікації, дозволяє зробити вірусним відео, зняте на мобільний телефон, і поширювати його електронною поштою або сайтами, а також між телефонами по Bluetooth або MMS. Ці аматорські відео, як правило, некомерційні, призначені для перегляду у колі друзів чи сім'ї. Відео стають вірусними часто несподівано, тому навіть при цілеспрямованій зйомці ролика такого типу вірусний ефект досягається не завжди.

## Історія виникнення
Ідеї та людська поведінка, які роблять відео вірусним, були відомі людству ще з доісторичних часів, їх соціологічні аспекти вивчаються в контексті міміотики та семіотики. Вірусне відео поширюється з так званим ефектом «сарафанного радіо», що активно використовується маркетинговими компаніями. Люди частіше довіряють тому, що передається з вуст в уста, без допомоги штучного «посіву», саме так і поширюється вірусне відео.
Першими каналами поширення такого типу роликів стали YouTube, Funny or Die (англ.) та інші, нині ж практично будь-який відеохостинг містить добірки вірусних відеороликів, до цього такі відео розсилалися по e-mail. Один з найперших вірусних роликів — «The Spirit of Christmas» був знятий в 1995 році. У 1996 році з'явився ролик «Dancing baby», це відео було випущено як приклад 3D-візуалізації персонажів.
Вірусне відео зазвичай містить якусь зачіпку, суть, яка привертає увагу глядачів. Такі зачіпки надалі можуть продовжувати поширюватися в інтернеті навіть поза самим відео, перетворюючись на мем. Останнім часом завдяки тому, що цифрова техніка стала доступна кожному, відбувся сплеск вірусного відео, в основному на таких майданчиках, як Youtube.

## Соціальні прояви

### Інтернет-знаменитості
Такі вебсайти, як YouTube, часто створюють інтернет-знаменитостей, людей, котрі стали популярними завдяки відео, які вони роблять у себе вдома і не тільки. Іноді поширення таких відео має несподівані наслідки: завдяки відео з різних джерел, які розповсюджувалися вірусно, безліч інтернет-знаменитостей стали популярними й офлайн.

### Просування музики
Youtube відіграв велику роль у кар'єрі багатьох музикантів. Багато як незалежних музикантів, так і великих компаній, використовують відеохостинги для просування відео. Відеокампанія «Безкоштовні обійми» (Free Hugs Campaign), в якій використовувалась музика гурту Sick Puppies принесла популярність як самій компанії, так і гурту, і спровокувала появу подібних акцій по всьому світі.

## Освіта
Вірусні відео часто використовуються в освітніх цілях. У березні 2007 шкільний учитель Джейсон Сміт створив TeacherTube, сайт, на якому зараз доступно більш ніж 54000 навчальних відео.